# Олексичі
Оле́ксичі — село в Україні, у Стрийському районі Львівської області. Населення становить 674 осіб. Орган місцевого самоврядування — Стрийська міська рада.

## Історія
1 серпня 1934 р. в Стрийському повіті Станиславівського воєводства було створено гміну Дашава з центром в Дашаві. В склад гміни входили сільські громади: Ходовичі, Дашава, Гельсендорф, Комарів, Лотатники, Олексичі, Підгірці, Стриганці, Піщани (в 1934 році село мало назву Татарське), Верчани і Йосиповичі.

## Політика

### Парламентські вибори, 2019
На позачергових парламентських виборах 2019 року у селі функціонувала окрема виборча дільниця № 461438, розташована у приміщенні будинку культури.
Результати
- зареєстровано 467 виборців, явка 62,10 %, найбільше голосів віддано за «Слугу народу» — 36,90 %, за партію «Голос» — 20,69 %, за «Європейську Солідарність» — 17,24 %.[2] В одномандатному окрузі найбільше голосів отримав Андрій Кіт ([самовисування) — 34,72 %, за Володимира Наконечного (Слуга народу) — 19,10 %, за Олега Канівця (Громадянська позиція) — 10,42 %[3].

## Відомі люди
- Николин Богдан Іванович (1931—1994) — український матеріалознавець.
- Яворський Тарас Степанович (1974—2016) — солдат Збройних сил України, учасник російсько-української війни.